# Xovkovítxne
Xovkovítxne (en (ucraïnès): Шовковичне) és un poble de la República Autònoma de Crimea a Ucraïna, que el 2014 tenia 1.357 habitants. Pertany al districte rural de Saki.